# Бару (вулкан)
Бару́ (ісп. Barú) — вулкан в провінції Чирикі Панами, найвища точка країни.

## Географія
Розташований у провінції Чирикі в окрузі Бугаба на заході країни, гірський хребет Кордильєра-де-Таламанка (Кордильєри). Висота над рівнем моря — 3474 м.
Нині — сплячий вулкан, останнє сильне виверження відбулося близько 500 р. н. е., менше — в 1550 р. В 2006 р. відбувся невеликий землетрус. Ширина кратера — близько 6 км.
На вершину вулкана є туристський маршрут завдовжки 12 км. На захід від вулкана селища Серро-Пунта і Волькан, на схід — місто Бокете. Недалеко від Серро-Пунта збереглися руїни давнього міста, яке знищило виверження.
Інколи на вершині вулкана випадає сніг.

## Галерея

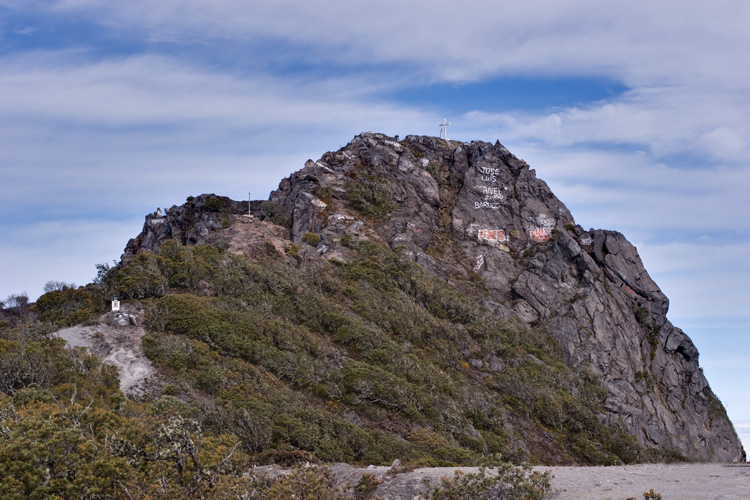
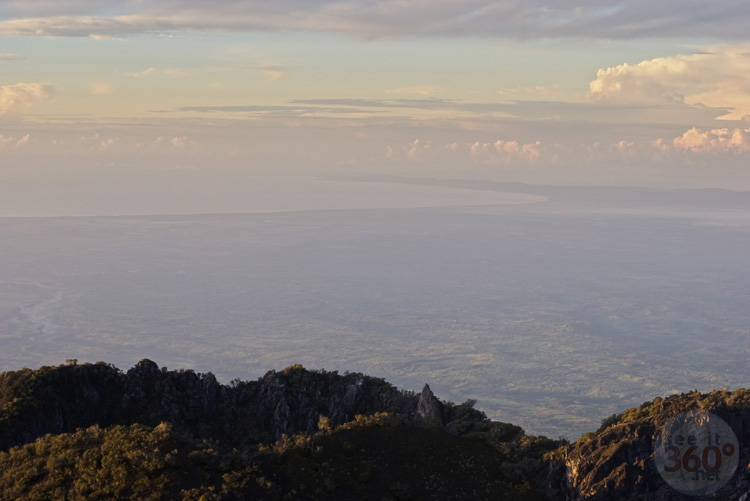
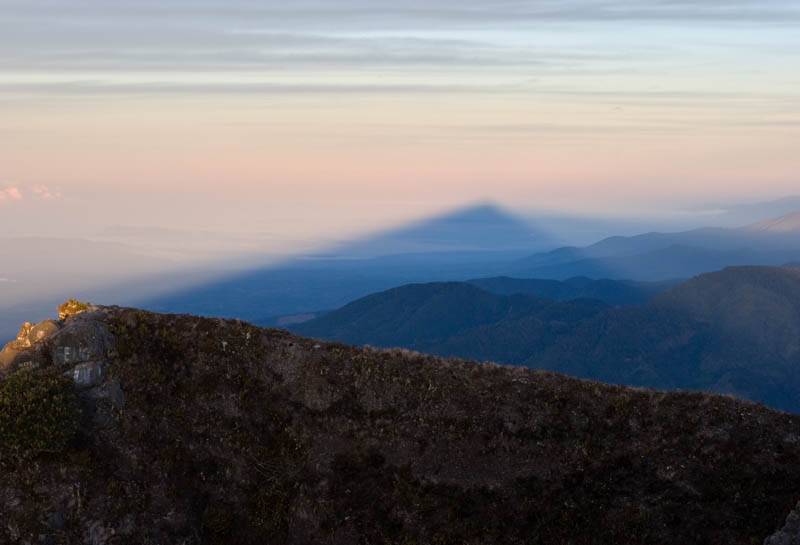
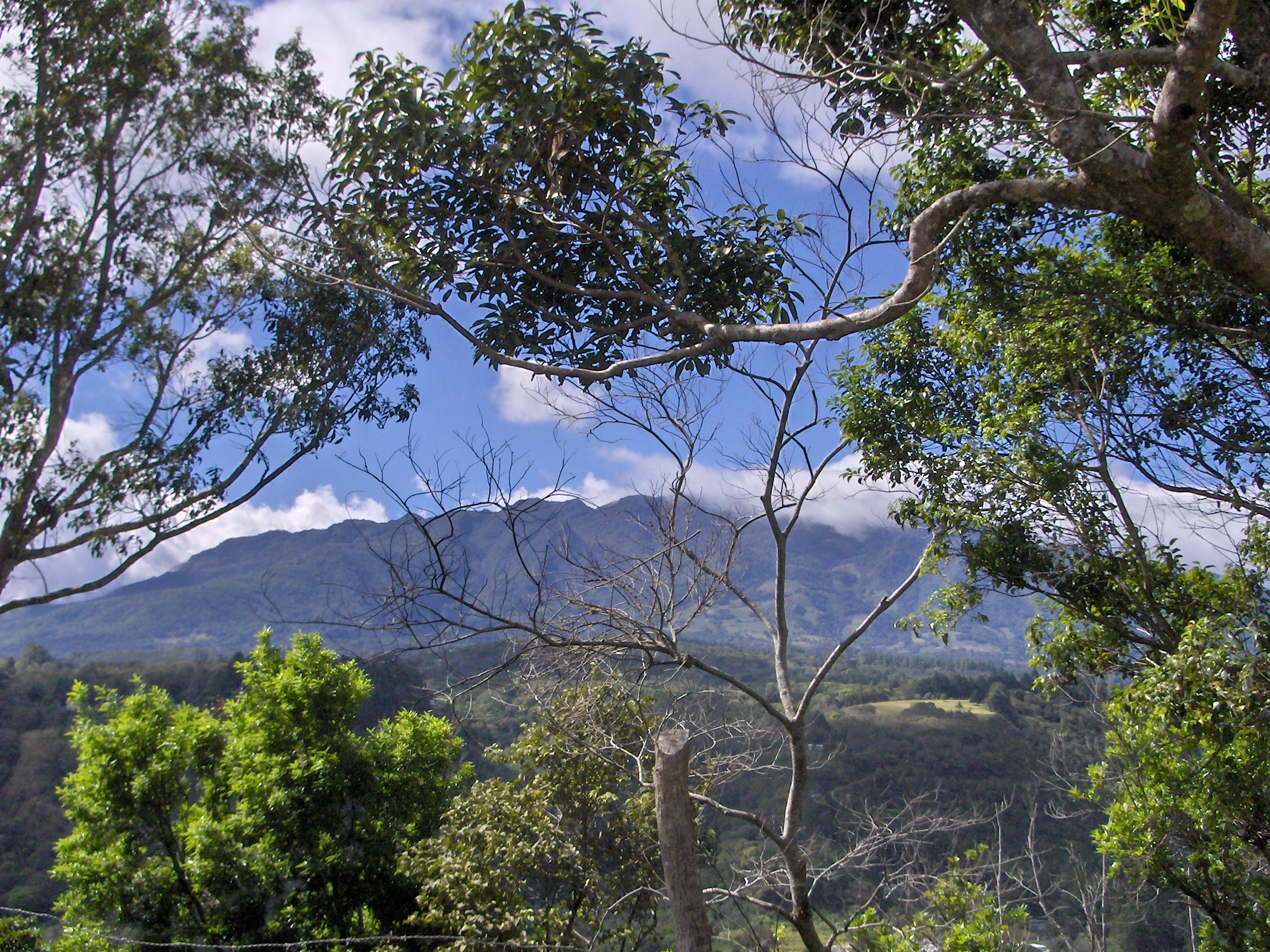